# Belgio ai Giochi della XXVIII Olimpiade
Il Belgio partecipò ai Giochi della XXVIII Olimpiade, svoltisi ad Atene, Grecia, dal 13 al 29 agosto 2004, con una delegazione di 50 atleti impegnati in quattordici discipline.

## Medaglie

### Medaglie d'oro
| Medaglia | Nome                   | Sport  | Evento              |
| -------- | ---------------------- | ------ | ------------------- |
| Oro      | Justine Henin-Hardenne | Tennis | Singolare femminile |

### Medaglie di bronzo
| Medaglia | Nome        | Sport    | Evento         |
| -------- | ----------- | -------- | -------------- |
| Bronzo   | Ilse Heylen | Judo     | Fino a 52 kg   |
| Bronzo   | Axel Merckx | Ciclismo | Corsa in linea |

## Partecipanti per specialità[1]

### Scherma
- Cédric Gohy
Fioretto singolo: 18º posto

### Judo
- Ilse Heylen
Donne, fino 52 kg: Bronzo
- Catherine Jacques
Donne, fino 70 kg: 5º posto
- Gella Vandecaveye
Donne, fino 52 kg: Repechage (2. turno)

### Canoa/kayak
- Wouter D’Haene
Kayak a 2 1000 Metri: 5º posto
- Bob Maesen
Kayak a 2 1000 Metri: 5º posto
- Petra Santy
Donne, Kayak a 1 500 metri: semifinale

### Atletica leggera
- Tom Compernolle
5.000 metri: eliminato in qualifica
- Joeri Jansen
800 metri: eliminato in qualifica
- Monder Rizki
5.000 metri: eliminato in qualifica
- Cédric Van Branteghem
400 metri: semifinale
- Katleen De Caluwé
Donne, 4 x 100 metri: 6º posto
- Kim Gevaert
Donne, 100 metri: semifinale
Donne, 200 metri: 6º posto
Donne, 4 x 100 metri: 6º posto
- Tia Hellebaut
Donne, salto in alto: 12º posto
- Lien Huyghebaert
Donne, 4 x 100 metri: 6º posto
- Élodie Ouédraogo
Donne, 4 x 100 metri: 6º posto

### Ciclismo
- Axel Merckx
Corsa in linea: Bronzo
- Philippe Gilbert
Corsa in linea: 49º posto
- Matthew Gilmore
Corsa a punti: 18º posto
Madison: 11º posto
- Iljo Keisse
Madison: 11º posto
- Roel Paulissen
Mountainbike, Cross Country: 4º posto
- Peter Van Petegem
Corsa in linea: 40º posto
Corsa a cronometro: 19º posto
- Wim Vansevenant
Corsa in linea: DNF
- Marc Wauters
Corsa in linea: DNF
Corsa a cronometro: 13º posto
- Sharon Vandromme
Donne, Corsa in linea: 21º posto

### Equitazione
- Dirk Demeersman
Salto, individuale: 4º posto
Salto, di squadra: 6º posto
- Jos Lansink
Salto, individuale: eliminato al secondo turno
Salto, di squadra: 6º posto
- Ludo Philippaerts
Salto, individuale: 4º posto
Salto, di squadra: 6º posto
- Stanny Van Paesschen
Salto, individuale: eliminato in qualifica
Salto, di squadra: 6º posto
- Hendrik Degros
Completo, individuale: eliminato in qualifica
Completo, di squadra: 7º posto
- Dolf Desmedt
Completo, individuale: eliminato in qualifica
Completo, di squadra: 7º posto
- Karin Donckers
Completo, individuale: 16º posto
Completo, di squadra: 7º posto
- Constantin Van Rijckevorsel
Completo, individuale: 10º posto
Completo, di squadra: 7º posto
- Joris Van Springel
Completo, individuale: DNF
Completo, di squadra: 7º posto

### Canottaggio
- Justin Gevaert
Due di coppia pesi leggeri: 15º posto
- Tim Maeyens
Singolo: 6º posto
- Wouter Van der Fraenen
Due di coppia pesi leggeri: 15º posto

### Tiro
- Daisy De Bock
Donne, aria compressa: 33º posto

### Vela
- Philippe Bergmans
Laser: 18º posto
- Sébastien Godefroid
Finn Dinghy: 7º posto
- Min Dezillie
Donne, Europe: 15º posto
- Sigrid Rondelez
Donne, Windsurf: 18º posto

### Taekwondo
- Laurence Rase
Donne, oltre 67 kg: 9º posto

### Tennis
- Xavier Malisse
Singolo: 33º posto
Doppio: 17º posto
- Olivier Rochus
Singolo: 17º posto
Doppio: 17º posto
- Justine Henin-Hardenne
Donne, Singolare: Oro

### Tennistavolo
- Jean-Michel Saive
Singolo: 17º posto

### Triathlon
- Kathleen Smet
Donne: 4º posto
- Mieke Suys
Donne: 22º posto

### Ginnastica
- Aagje Vanwalleghem
Donne, Concorso individuale: 23º posto
Donne, Corpo libero: 55º posto in qualifica
Donne, volteggio: 28º posto in qualifica
Donne, trave: 51º posto in qualifica
Donne, parallele: 48º posto in qualifica